# Diocesi di Lestrona
La diocesi di Lestrona (in latino Dioecesis Lestronensis) è una sede soppressa e sede titolare della Chiesa cattolica.

## Storia
Lestrona è un'antica sede vescovile della provincia romana dell'Epirus Novus nella diocesi civile di Macedonia, suffraganea dell'arcidiocesi di Durazzo. Fino a metà circa dell'VIII secolo, tutte le sedi episcopali della prefettura dell'Illirico erano parte del patriarcato di Roma.
Si conosce un solo vescovo, Zenobio, presente al concilio di Calcedonia del 451. Non sono più noti vescovi dopo il V secolo, probabilmente perché la diocesi scomparve in seguito alle invasioni barbariche (Goti e Unni).
Dal 1933 Lestrona è annoverata tra le sedi vescovili titolari della Chiesa cattolica; dal 31 maggio 2024 il vescovo titolare è Jean-Charles Wismick, S.M.M., vescovo ausiliare di Port-au-Prince.

## Cronotassi

### Vescovi greci
- Zenobio † (menzionato nel 451)

### Vescovi titolari
- Eugène Moke Motsüri † (1º settembre 1970 - 6 aprile 2015 deceduto)
- Oscar Jaime Llaneta Florencio (3 luglio 2015 - 2 marzo 2019 nominato ordinario militare nelle Filippine)
- Arjan Dodaj (9 aprile 2020 - 30 novembre 2021 nominato arcivescovo di Tirana-Durazzo)
- Jean-Charles Wismick, S.M.M., dal 31 maggio 2024